# Редер, Карл Давид Август
Карл Давид Август Редер (Рёдер) (нем. Karl David August Röder; 1806—1879) — немецкий юрист, философ

 и педагог; доктор права.

## Биография
Карл Давид Август Редер родился 23 июня 1806 года в Дармштадте в семье гессенского офицера. Окончив среднюю школу, поступил в университет родного города.
Ученик Краузе (нем. K.C.F. Krause); в 1830 году стал частным лектором в Гиссенском университете. После публикации его книги «Основы политики права. Часть первая: введение. Allgemeine Staatsverfassungslehre» ему запретили читать лекции по конституционному праву, хотя автор прямо признавал себя стойким сторонником монархической формы правления. Затем Редер вовсе отказался от преподавательской должности в Гиссене и переехал в Гейдельберг.
В 1839 году он стал частным лектором в Гейдельбергском университете, в 1842 году - экстраординарным профессором там же, а в 1879 году - почётным профессором. Здесь же он защитил докторскую диссертацию..
В 1848 году, во время революции в Германии, Редер был избран в члены только что созданного Франкфуртского национального собрания. 
После Франко-прусской войны 1870 года принимал участие в попытках основать федералистскую партию. 
Карл Давид Август Редер скончался 20 декабря 1879 года в городе Гейдельберге.